# Zottige Wicke
Die Zottige Wicke (Vicia villosa), auch Zottel-Wicke genannt, ist eine Pflanzenart aus der Gattung der Wicken (Vicia), die zur Unterfamilie der Schmetterlingsblütler (Faboideae) innerhalb der Familie Hülsenfrüchtlern (Fabaceae) gehört. Sie ist in Europa, auf den Kanarischen Inseln, in Nordafrika und Zentralasien weitverbreitet.

## Beschreibung

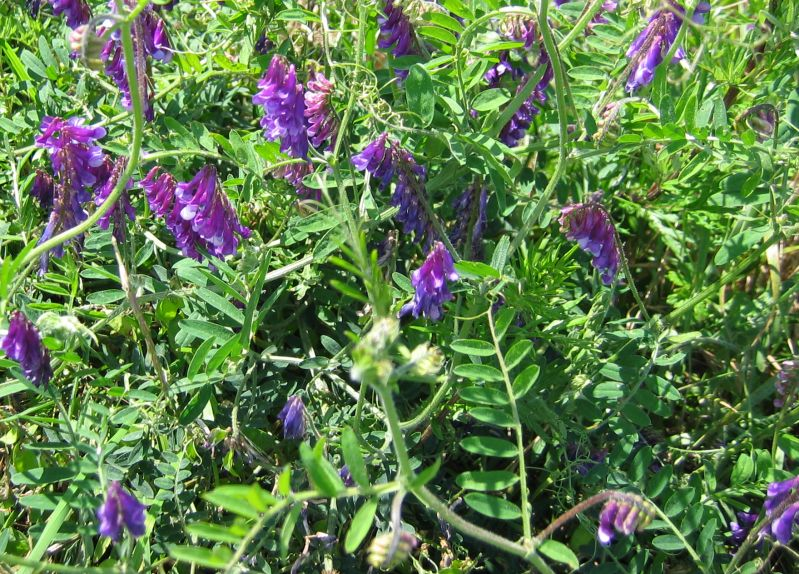
Habitus mit Laubblättern und Blütenständen

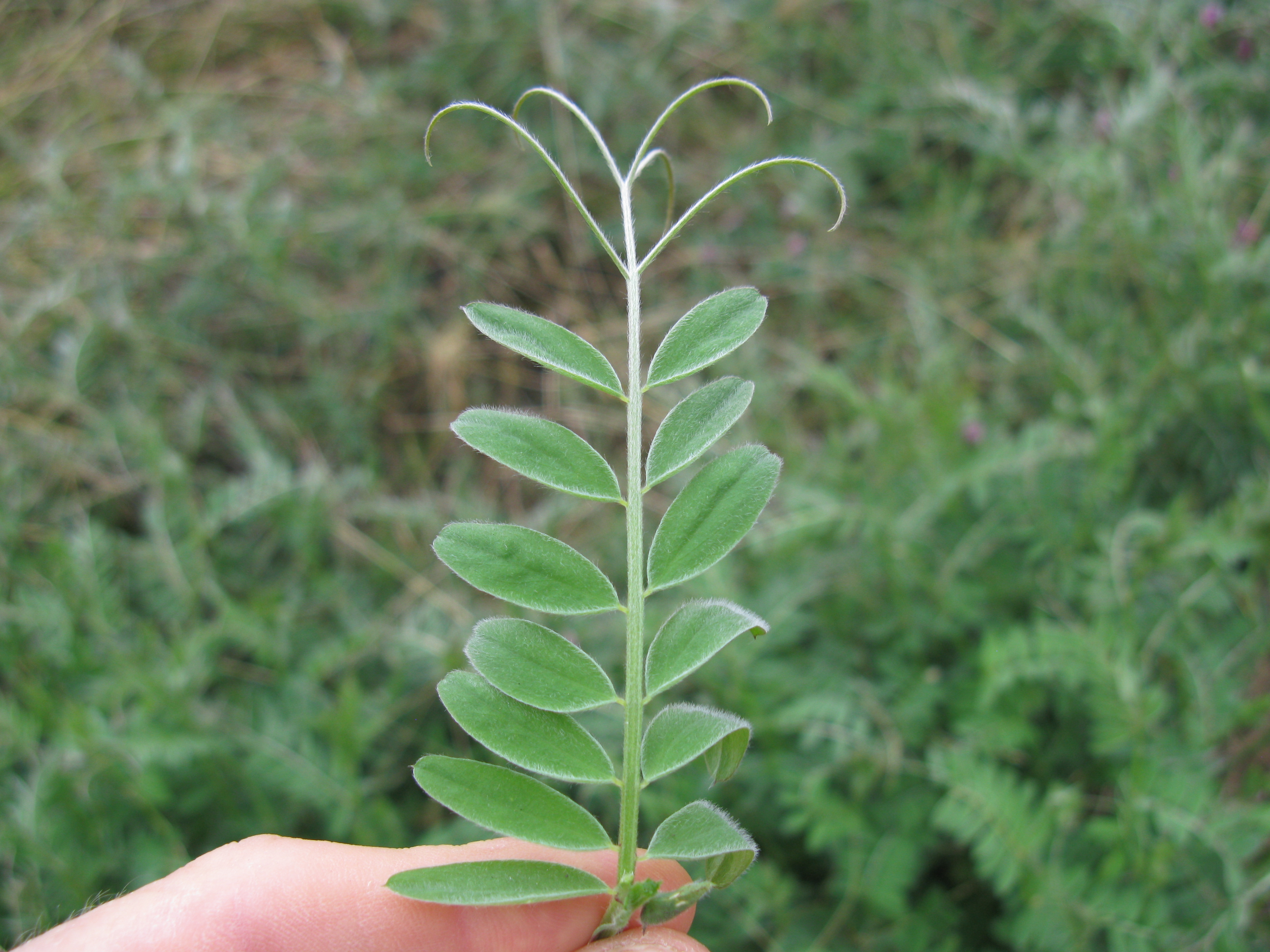
Gefiedertes Laubblatt mit Ranke

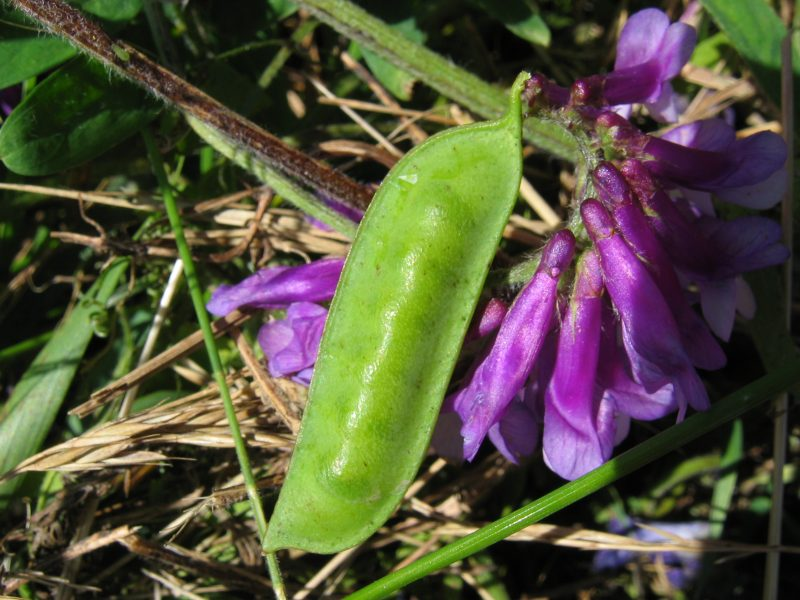
Unreife Hülsenfrucht

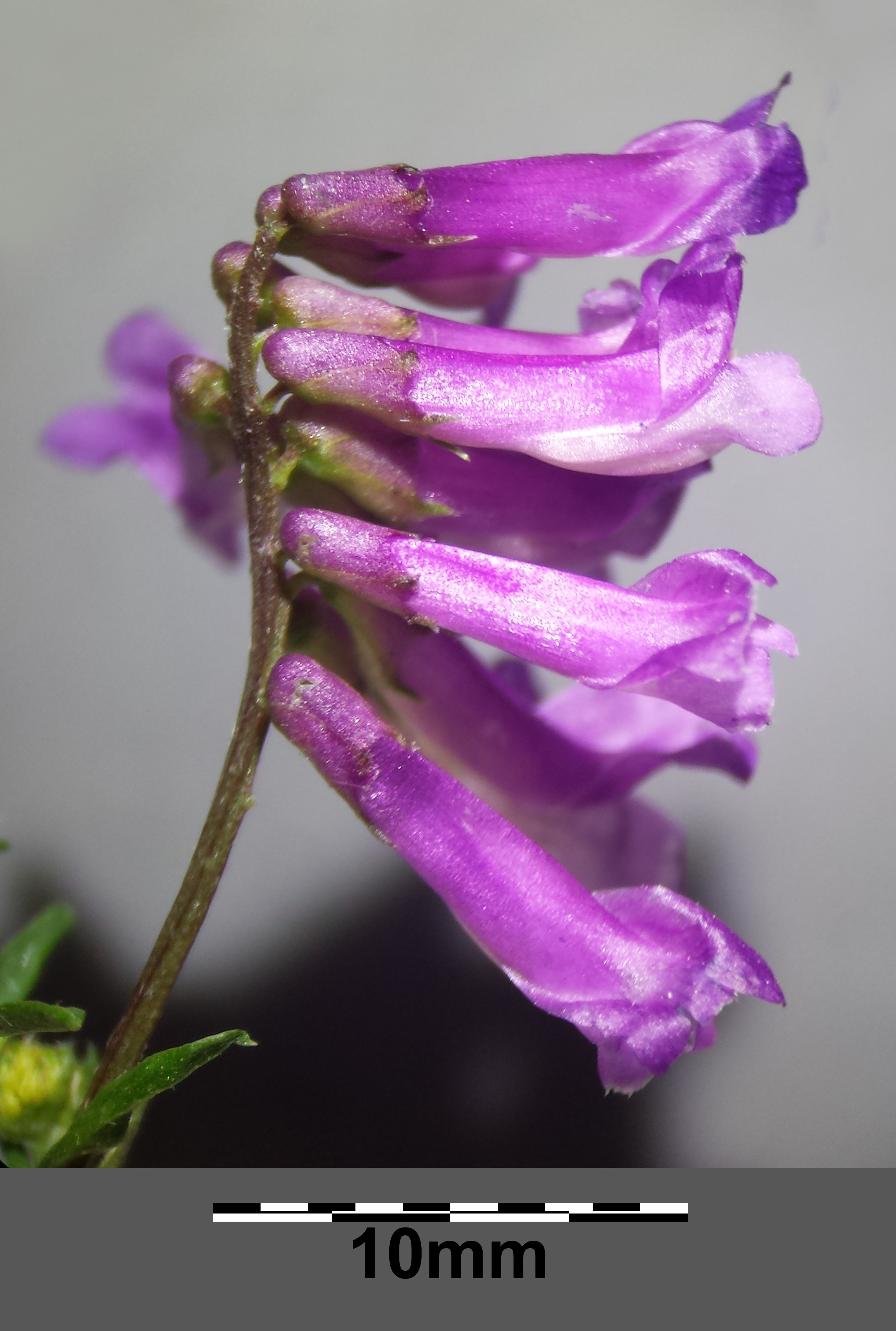
Blütenstand

### Vegetative Merkmale
Die Zottige Wicke ist eine meist zweijährige, seltener einjährige oder mehrjährige krautige Pflanze, die Wuchshöhen von 30 bis 150 Zentimetern erreicht. Ihre vegetativen Pflanzenteile sind dicht zottig oder seidig oder schwach flaumig behaart bis kahl. Der kletternde Stängel ist gut verzweigt.
Die Laubblätter sind wechselständig am Stängel angeordnet. Die paarig gefiederten Blattspreiten sind 3 bis 6 Zentimeter lang und besitzen vier bis, meist sechs bis zwölf Paare von Fiederblättchen. Die Fiederblättchen sind bei einer Länge von 10 bis, meist 25 bis 30 Millimetern sowie einer Breite von 2 bis 6 (3 bis 7) Millimetern meist länglich mit stumpfem, spitzem, zugespitztem oder meist gerundetem und kurz bespitztem oberen Ende. Die Endfieder und benachbarte Fiederpaare sind in Ranken umgewandelt und die Ranke ist zwei- oder dreifach verzweigt. Die Nebenblätter sind bei einer Länge von 7 bis 12 Millimetern halbpfeilförmig bis fast gestutzt oder zweispaltig, die oberen sind lanzettlich.

### Generative Merkmale
Die Blütezeit reicht von Juni bis August. Der Blütenstandsschaft ist relativ lang. Der traubige Blütenstand ist kürzer bis etwas länger als das darunter befindlichen Laubblatt und er enthält 10 bis, meist 20 bis 30 Blüten. Durch die starke Behaarung der Kelche und des Blütenstands sehen diese fast kätzchenartig aus.
Die zwittrige Blüte ist bei einer Länge von 25 bis 20 Millimeter zygomorph und fünfzählig mit doppelter Blütenhülle. Die fünf Kelchblätter sind zu einem schiefen, glockenförmigen Kelch verwachsen, der un ungleichen Kelchzähnen endet. Die unteren Kelchzähne sind pfriemlich, sie sind gewimpert und mindestens so lang wie die Kelchröhre oder alle Kelchzähne sind kürzer als die Kelchröhre. Die Blütenkrone ist 10 bis 18 Millimeter lang. Die blau-violetten, purpur-blauen, purpurfarbenen, hell-purpurfarbenen, hell-roten, hellblauen oder selten weißen Kronblätter stehen in der typischen Form der Schmetterlingsblüte beisammen. Von der ähnlichen Vogel-Wicke (Vicia cracca) unterscheidet sich die Zottige Wicke dadurch, dass die Platte der Fahne deutlich kürzer ist als der Nagel. Die Fahne ist linealisch oder länglich und in ihrer Mitte verschmälert. Die Flügel sind kürzer oder fast ebenso lang wie die Fahne, nur das Schiffchen ist kürzer.
Durch einen kleinen Stiel ragt die Hülsenfrucht aus dem Kelch hervor. Die bei Reife bräunliche Hülsenfrucht platzt im Herbst auf und enthält fünf bis zehn (zwei bis acht) Samen. Die Hülsenfrucht in bei einer Länge von 20 bis 40 Millimetern sowie einer Breite von meist 7 bis 8 (4 bis 12) Millimetern länglich oder länglich-rhomboid und endet in einem Schnabel. Die braun-schwarzen Samen sind erbsenähnlich und bei einem Durchmesser von etwa 3 Millimetern mehr oder weniger kugeligförmig.

### Chromosomensatz
Die Chromosomengrundzahl beträgt x = 7; es liegt Diploidie mit einer Chromosomenzahl von 2n = 14 oder Triploidie mit 2n = 28 vor.

## Ökologie
Als Leguminose bindet sie durch Symbiose mit Knöllchenbakterien in den Wurzeln Stickstoff aus der Luft.

## Vorkommen
Die Zottige Wicke ist in fast ganz Europa, auf den Kanarischen Inseln, in Nordafrika und Zentralasien weitverbreitet. In Europa kommt sie ursprünglich in fast allen Ländern vor; sie fehlt nur in Irland und Island und ihre Vorkommen in Großbritannien, den Niederlanden, Belgien, Dänemark, Norwegen, Schweden und Finnland sind nicht ursprünglich. Sie ist in vielen Gebieten der Welt ein Neophyt.
Sie ist vor allem an Wegrändern und in Äckern zu finden. Dort wachsen meist mehrere Pflanzenexemplare in hoher Dichte auf einem Fleck. In Mitteleuropa ist sie eine Charakterart der Assoziation Papaveretum argemones im Verband Aperion spicae-venti.
Die ökologischen Zeigerwerte nach Landolt et al. 2010 sind in der Schweiz für Vicia villosa subsp. villosa: Feuchtezahl F = 2w (mäßig trocken aber mäßig wechselnd), Lichtzahl L = 3 (halbschattig), Reaktionszahl R = 3 (schwach sauer bis neutral), Temperaturzahl T = 4+ (warm-kollin), Nährstoffzahl N = 3 (mäßig nährstoffarm bis mäßig nährstoffreich), Kontinentalitätszahl K = 4 (subkontinental).

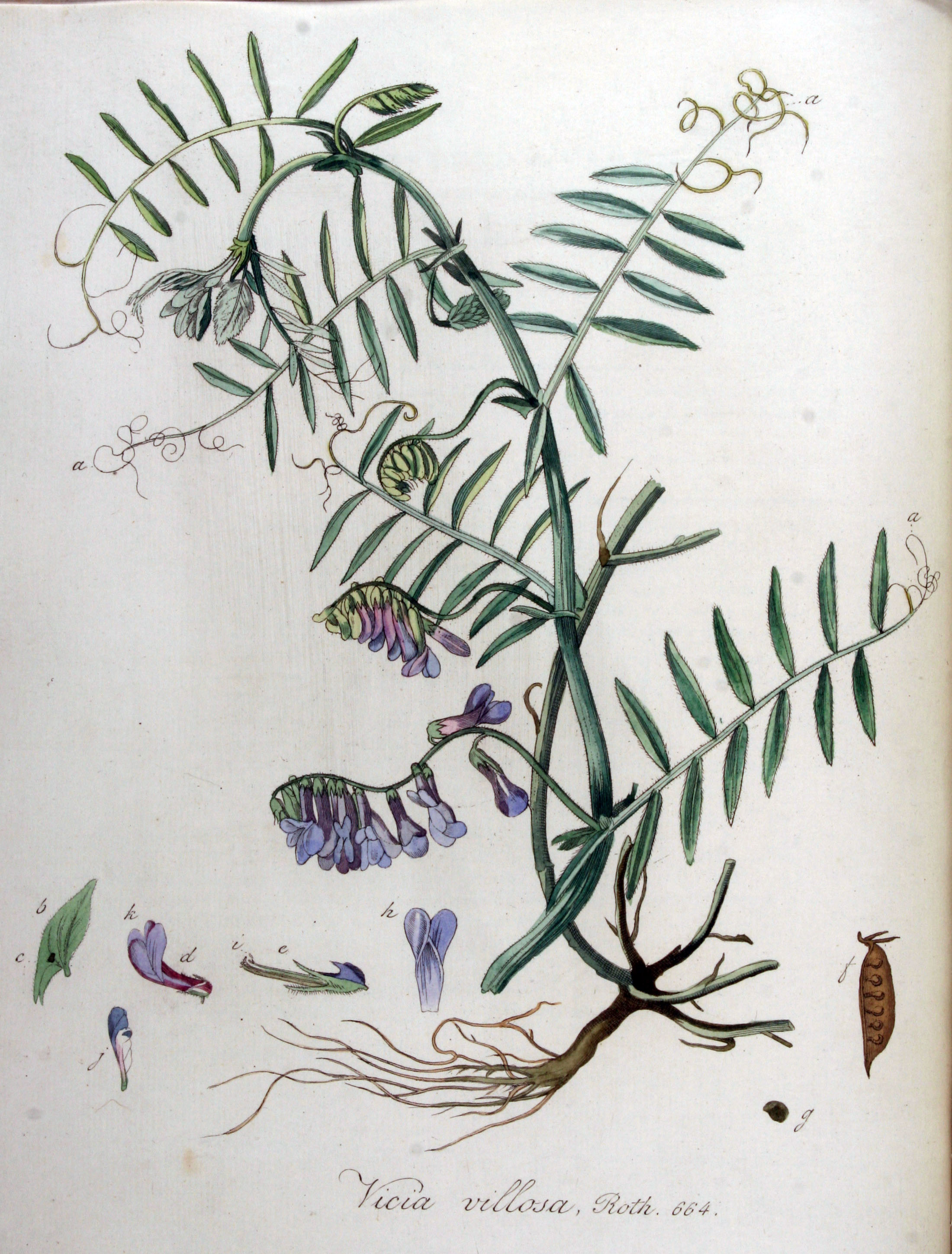
Illustration aus Flora Batava, Volume 9

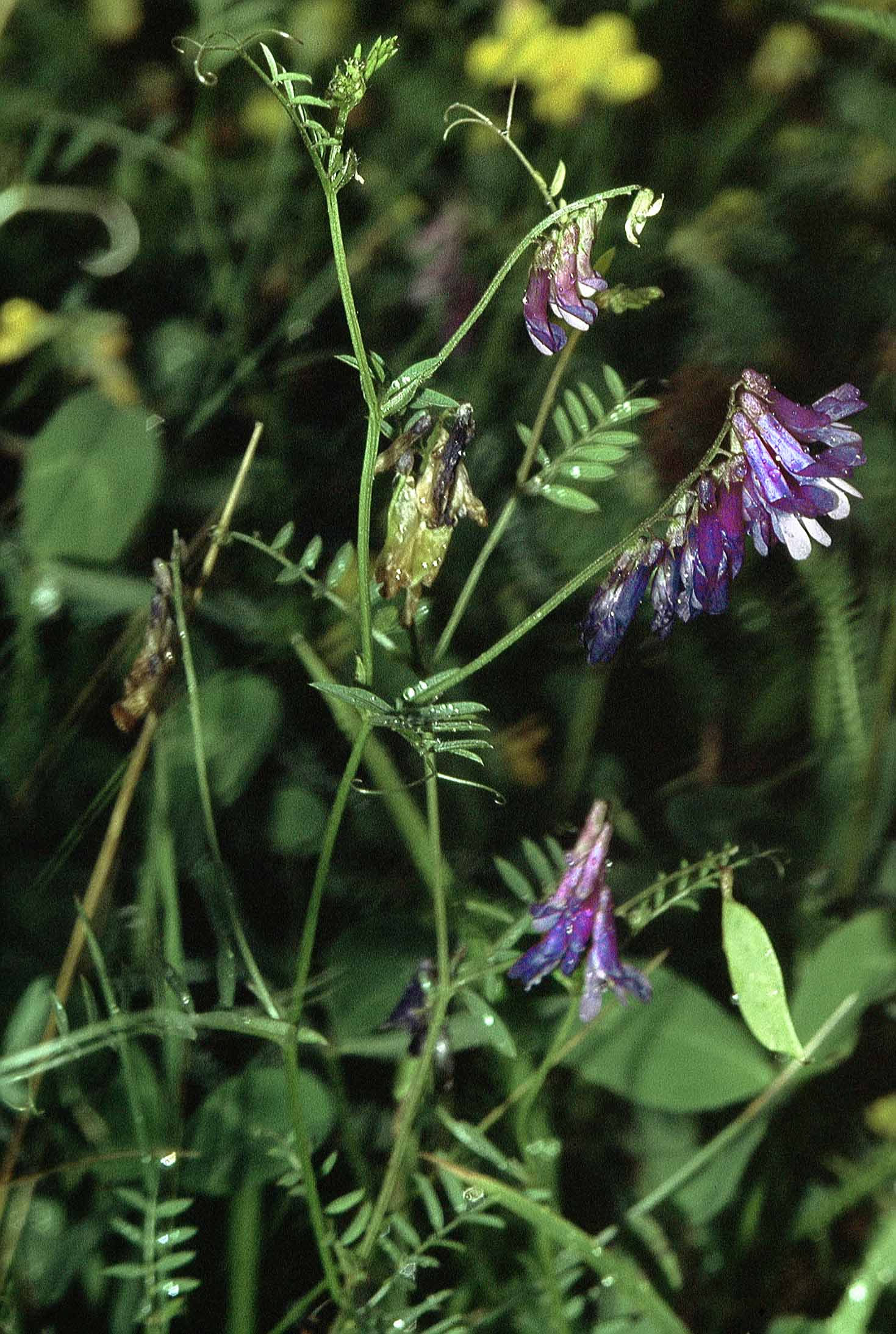
Bunte Wicke (Vicia villosa subsp. varia)

## Systematik
Die Erstbeschreibung von Vicia villosa erfolgte 1793 durch Albrecht Wilhelm Roth in Tentamen Florae Germanicae, Band 2 Teil 2, Seite 182. Synonyme für Vicia villosa Roth sind: Cracca dasycarpa Alef., Cracca varia Godr. & Gren., Cracca villosa (Roth) Godr. & Gren., Ervum villosum (Roth) Trautv., Vicia ambigua Guss., Vicia bivonae Ser., Vicia boissieri Heldr. & Sartori, Vicia consentina Spreng., Vicia dasycarpa Ten., Vicia elegans Guss., Vicia elegantissima R.J.Shuttlew., Vicia eriocarpa (Hausskn.) Halácsy, Vicia glabrescens A.Kern., Vicia glabrescens Heimerl, Vicia godronii A.W.Hill, Vicia littoralis Salzm., Vicia littoralis Ten., Vicia microphylla d'Urv., Vicia plumosa Martrin-Donos, Vicia polyphylla Waldst. & Kit., Vicia pseudocracca Bertol., Vicia pseudo-villosa Schur, Vicia reuteriana Boiss. & Buhse, Vicia salaminia Heldr. & Sartori, Vicia varia Host, Vicia villosa var. glabrescens W.D.J.Koch, Vicia vulcanica Huet.
Vicia villosa gehört zur Sektion Cracca aus der Untergattung Vicilla der Gattung Vicia in der Unterfamilie der Schmetterlingsblütler (Faboideae) innerhalb der Familie der Hülsenfrüchtler (Fabaceae).
Es gibt mehrere Unterarten (Auswahl):
- Vicia villosa subsp. ambigua (Guss.) Kerguélen (Syn.: Vicia villosa subsp. pseudocracca (Bertol.) Rouy, Vicia pseudocracca Bertol.): Sie kommt in Marokko, Algerien, Tunesien, Libyen, Portugal, Spanien und Frankreich vor.[8]
- Vicia villosa Roth subsp. eriocarpa (Hausskn.) P.W.Ball (Syn.: Vicia eriocarpa (Hausskn.) Hal.): Sie kommt ursprünglich in Italien, Sizilien, Griechenland, in der Türkei, im Irak, Syrien, Zypern, im Iran, in Afghanistan, Jemen und Algerien vor.[7]
- Vicia villosa subsp. garbiensis (Font Quer & Pau) Maire: Sie kommt nur in Marokko vor.[8]
- Vicia villosa subsp. maniatissa Kit Tan & Lassen: Sie wurde 2001 aus Griechenland erstbeschrieben.
- Vicia villosa subsp. microphylla (d'Urv.) P.W.Ball: Sie kommt ursprünglich in Libyen, Ägypten, Kreta, Griechenland und in der Türkei vor.[8]
- Vicia villosa subsp. simulans Maire: Sie kommt nur in Marokko vor.[8]
- Bunte Wicke (Vicia villosa subsp. varia (Host) Corb., Syn.: Vicia varia Host, Vicia dasycarpa Ten.)
- Zottige Wicke (im engeren Sinne), Zottel-Wicke[12] oder Sand-Wicke (Vicia villosa Roth subsp. villosa, Syn.: Cracca boissieri (Heldr. & Sartori) Alef., Vicia boissieri Heldr. & Sartori, Vicia polyphylla Waldst. & Kit. nom. illeg., Vicia reuteriana Boiss. & Buhse, Vicia variegata Sm. nom. illeg., Vicia villosa var. alba Y.Q.Zhu, Vicia villosa var. angustifolia Wimm. & Grab., Vicia villosa var. latifolia Wimm. & Grab., Vicia villosa subsp. semicretica Ponert)

## Nutzung
Als Kulturpflanze wird sie im Landsberger Gemenge zur Grünfuttergewinnung eingesetzt. Sie findet als Gründüngungspflanze Anwendung.
Das indigene nordamerikanische Volk der Rappahannock nutzten diese invasive Pflanzenart nach der Besiedlung von Nordamerika durch die Europäer für eine Zubereitung bei Haut- sowie bei Magen-Darm-Problemen.

## Weitere Bilder
Vicia villosa subsp. villosa

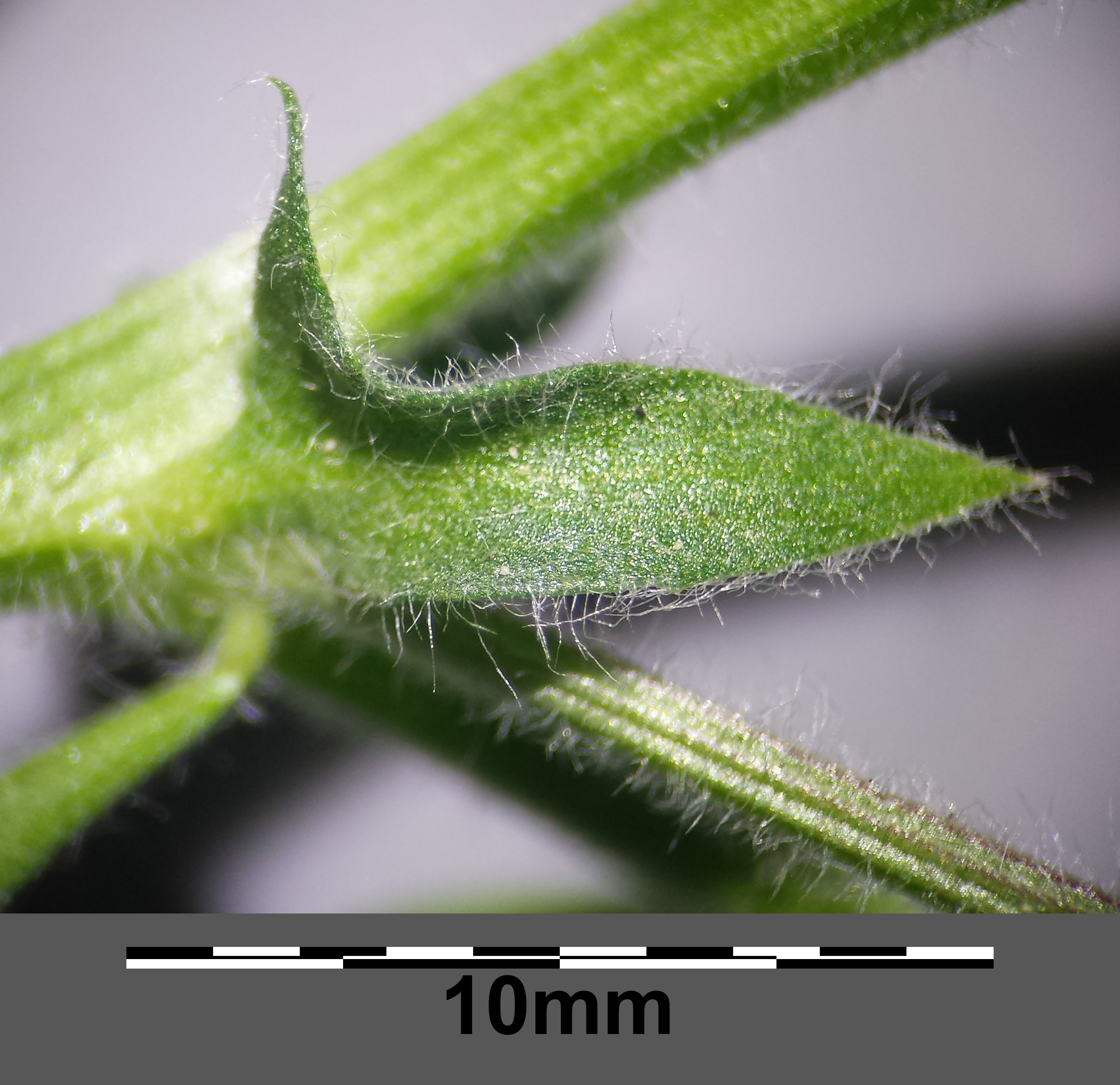
Stängel mit Nebenblatt
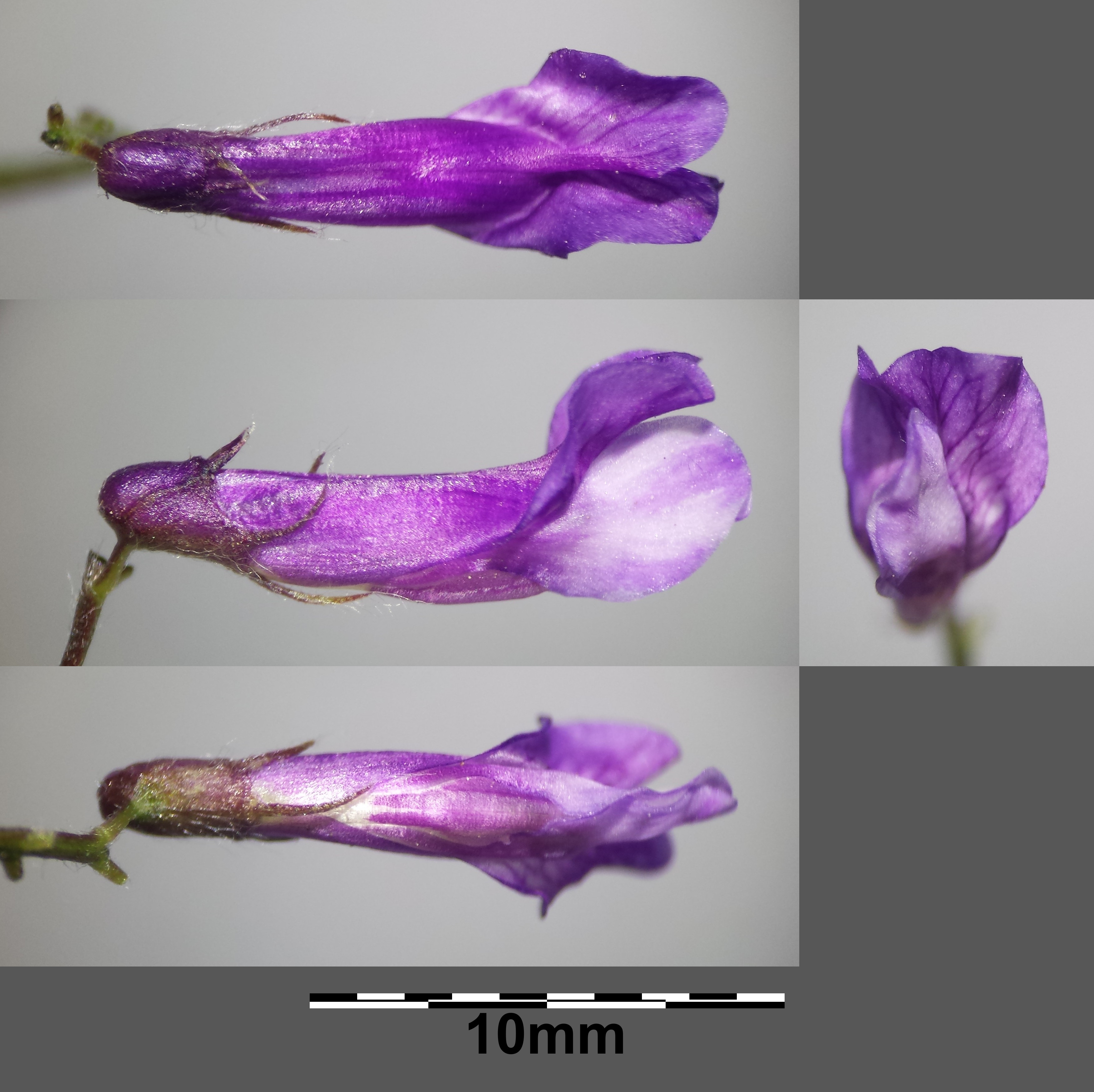
Zygomorphe Blüte
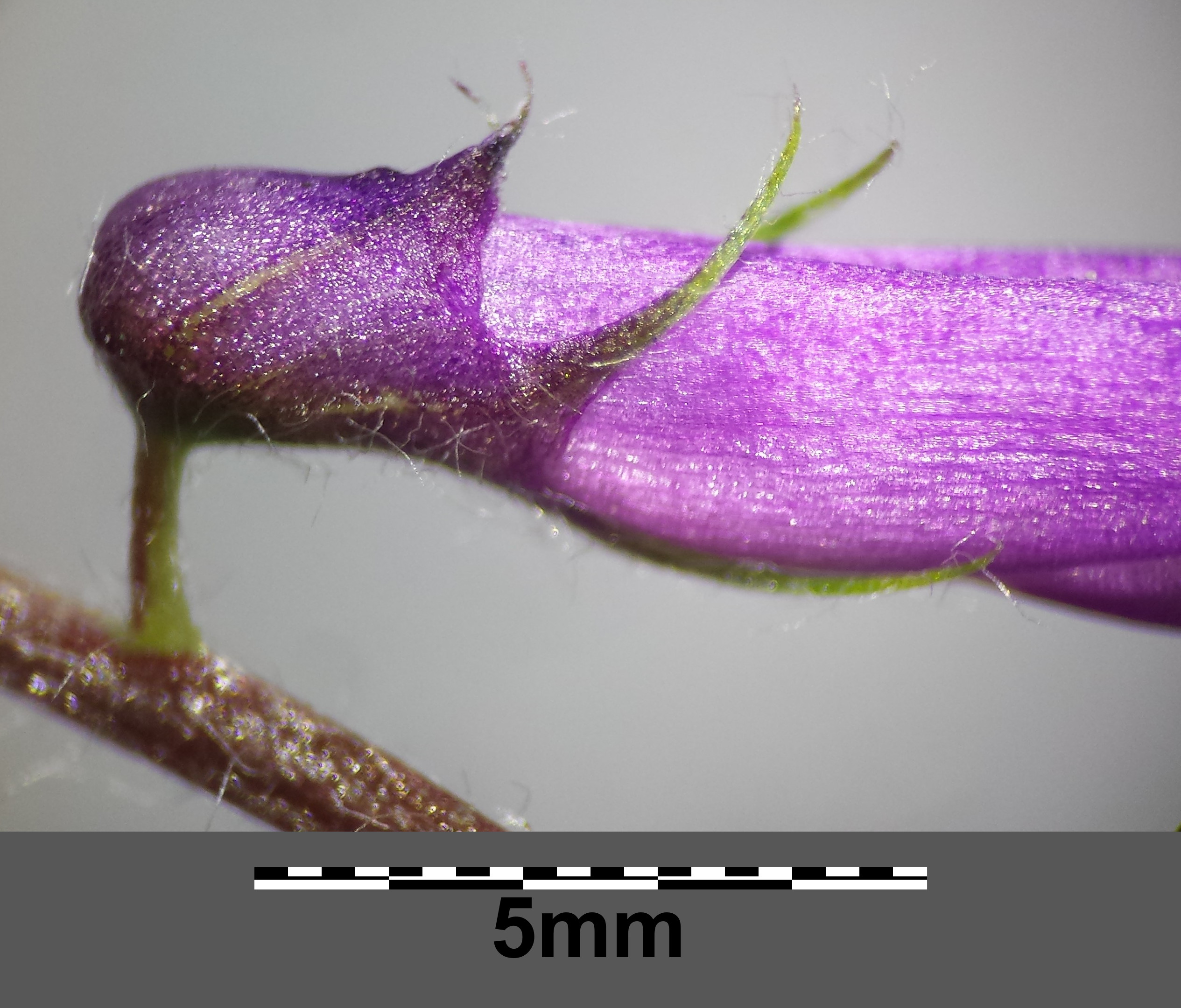
Am Grund deutlich aufgetriebener Kelch
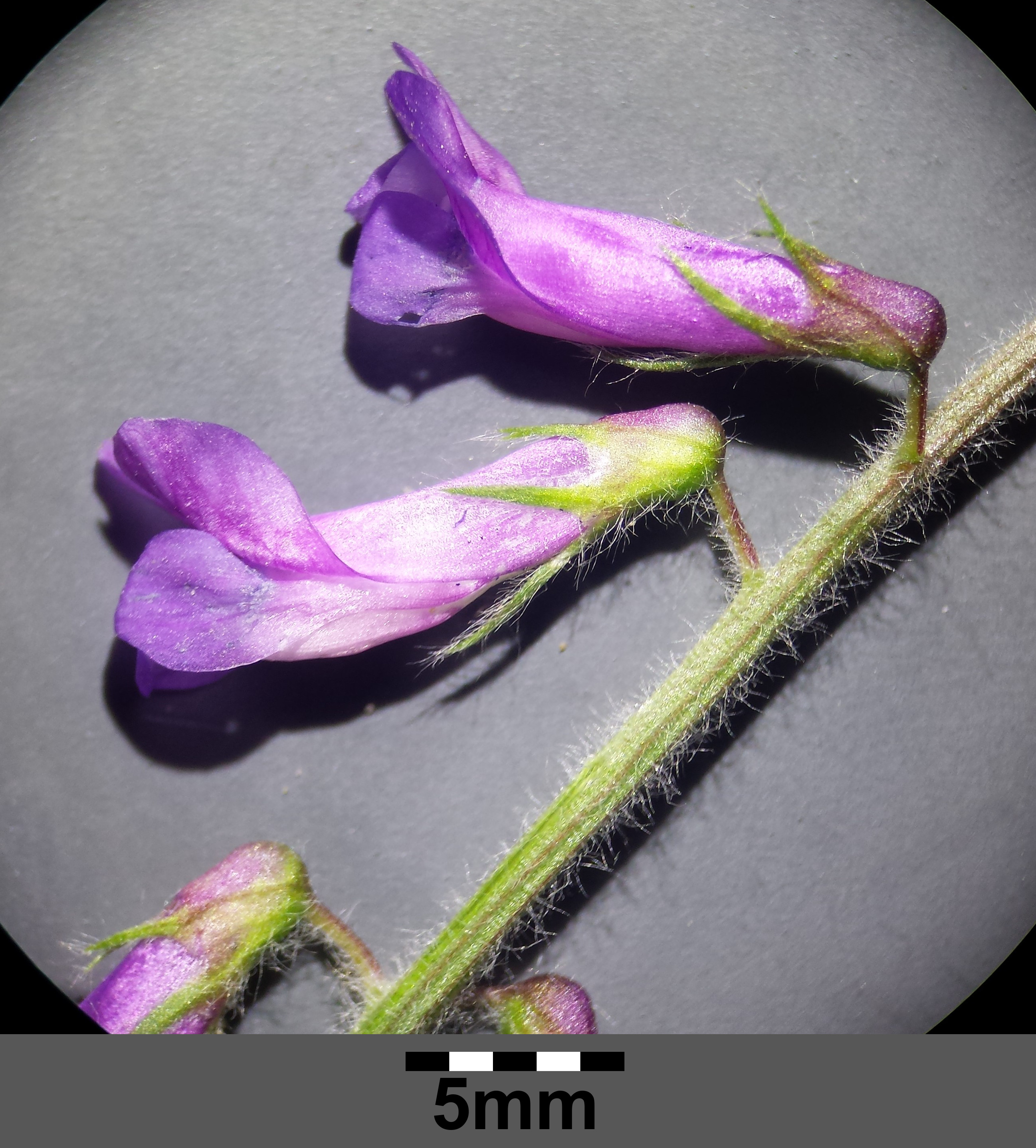
Ausschnitt eines Blütenstands mit gestielten Blüten: die Platte der Fahne ist deutlich kürzer als ihr Nagel. Die Blütenstandsachse und der Kelch sind abstehend-zottig behaart.